# Чхаидзе, Татьяна Нестеровна
 Татьяна Нестеровна Чхаидзе (1919 — не ранее 1970) — советский государственный, политический и хозяйственный деятель, звеньевая колхоза имени Орджоникидзе Шромского сельсовета Махарадзевского района Грузинской ССР. Герой Социалистического Труда.

## Биография
Родилась в 1919 году в селе Шрома (груз. შრომა), ныне — Озургетский муниципалитет края Гурия Грузии. Грузинка.
Получив среднее образование, с 1940 году работала в местном колхозе имени Орджоникидзе села Шрома Махарадзевского района (ныне — Озургетского муниципалитета), который возглавлял будущий Герой Социалистического Труда М. Ф. Орагвелидзе.
В 1947 году вступила в ВКП(б)/КПСС.
Во второй половине 1940-х годов Татьяна Нестеровна трудилась в звене Героя Социалистического Труда Елены Соломоновны Хеладзе в 7-й бригаде, возглавляемой Героем Социалистического Труда Карло Дмитриевичем Горгиладзе В 1948 году при плане 3170 килограммов, она получила урожай 6593 килограмма сортового зелёного чайного листа на площади 0,5 гектара, при среднем урожае по колхозу 3500 килограммов.
Указом Президиума Верховного Совета СССР от 29 августа 1949 года за получение высоких урожаев сортового зелёного чайного листа и цитрусовых плодов в 1948 году Чхаидзе Татьяне Нестеровне присвоено звание Героя Социалистического Труда с вручением ордена Ленина и золотой медали «Серп и Молот».
Этим же Указом званием Героя Социалистического Труда были награждены труженицы колхоза имени Орджоникидзе Нина Кайсаровна Гогодзе, Екатерина Ивановна Чхаидзе и Машо Евсеевна Чхаидзе.
По итогам работы в следующем, 1949 году колхозница Т. Н. Чхаидзе была награждена орденом Трудового Красного Знамени, а в 1950 году — вторым орденом Ленина.
В 1951 году она возглавила звено из пяти чаеводов, в котором стала работать и её подруга — Герой Социалистического Труда Машо Чхаидзе. Труженики звена Татьяны Чхаидзе продолжали демонстрировать высокие показатели в сборе чайного листа, по итогам работы в 7-й семилетке (1959—1965) и 8-й пятилетке (1966—1970) звеньевая была награждена двумя другими орденами.
Избиралась депутатом Совета Национальностей Верховного Совета СССР 6-го созыва (1962—1966).
Избиралась членом Центрального комитета Компартии Грузии.
Неоднократный участник Выставки достижений народного хозяйства (ВДНХ).
Пенсионер союзного значения, проживала в родном селе Шрома Махарадзевского (с 1991 года — Озургетского) района.

## Награды
- Золотая медаль «Серп и Молот» (29.08.1949)[3]
- орден Ленина (29.08.1949)[4]
- орден Ленина (23.07.1951)
- орден Октябрьской Революции (08.04.1971)
- орден Трудового Красного Знамени (19.07.1950)
- орден «Знак Почёта» (02.04.1966)
- Медаль «За трудовую доблесть»(25.12.1959)
- Медаль «В ознаменование 100-летия со дня рождения Владимира Ильича Ленина»
- Медаль «За доблестный труд в Великой Отечественной войне 1941—1945 гг.»
- Медаль «Ветеран труда»
- медали Выставки достижений народного хозяйства (ВДНХ)
- и другими